# Chipo Chung
Chipo Tariro Chung (Dar es Salaam, 17 agosto 1977) è un'attrice zimbabwese naturalizzata britannica.

## Filmografia parziale

### Cinema
- Proof - La prova (Proof), regia di John Madden (2005)
- In the Loop, regia di Armando Iannucci (2009)
- Passioni e desideri (360), regia di Fernando Meirelles (2011)

### Televisione
- Dalziel and Pascoe - serie TV, 2 episodi (2007)
- Doctor Who - serie TV, 2 episodi (2007, 2008)
- Camelot - serie TV, 8 episodi (2011)
- Fortitude - serie TV, 5 episodi (2015)
- A.D. - La Bibbia continua (A.D. The Bible Continues) - serie TV, 12 episodi (2015)
- Thirteen - miniserie TV, 3 episodi (2016)
- Absentia - serie TV, 7 episodi (2017)
- Into the Badlands - serie TV, 14 episodi (2017-2019)
- Fondazione (Foundation) - serie TV, 2 episodi (2021)
- His Dark Materials - Queste oscure materie (His Dark Materials) - serie TV, 6 episodi (2022)
- Silo - serie TV, 5 episodi (2023)
- Black Cake - serie TV, 8 episodi (2023)
- Constellation - serie TV, 5 episodi (2024)

### Doppiaggio
- Sunshine, regia di Danny Boyle (2007)
- Il trenino Thomas (Thomas the Tank Engine & Friends) - serie TV, 5 episodi (2018-2019)